# Musée d'Art moderne Ricci-Oddi
Le Musée d'art moderne Ricci Oddi (en italien,Galleria d'Arte Moderna Ricci Oddi), est une pinacothèque de Plaisance consacrée à l'art moderne des XIXe et XXe siècles.

## Histoire
La galerie a été fondée par Giuseppe Ricci Oddi (1868-1936), revenu à Plaisance en 1897, après des études de droit à Rome et Turin. Le palais familial, jugé trop nu, il est fait appel au sculpteur Oreste Labò, au comptable Carlo Pennaroli et au marchand milanais Giovanni Torelli, entre autres, afin de trouver des œuvres adaptées. Il rassemble environ cent œuvres jusqu'à 1915 et continue après la Première Guerre mondiale. La collection comprend uniquement des œuvres, du romantisme et des périodes ultérieures, et des œuvres de Francesco Filippini.
En 1913, il cherche un bâtiment plus approprié pour organiser sa collection et la donner à la communauté. La commune de Plaisance lui donne un terrain sur lequel il construit un édifice d'après le projet de architecte Giulio Ulisse Arata (it), selon les souhaits de Ricci Oddi qui l'a voulu comme un bâtiment de style Renaissance, relié aux anciens bâtiments du monastère. La construction est achevée en 1931, et l'inauguration a vu la participation de la maison de Savoie.
Le musée compte plus de quatre cents œuvres classées selon des critères régionaux et des salles monographiques.
Le musée est la propriété de la commune de Piacenza.

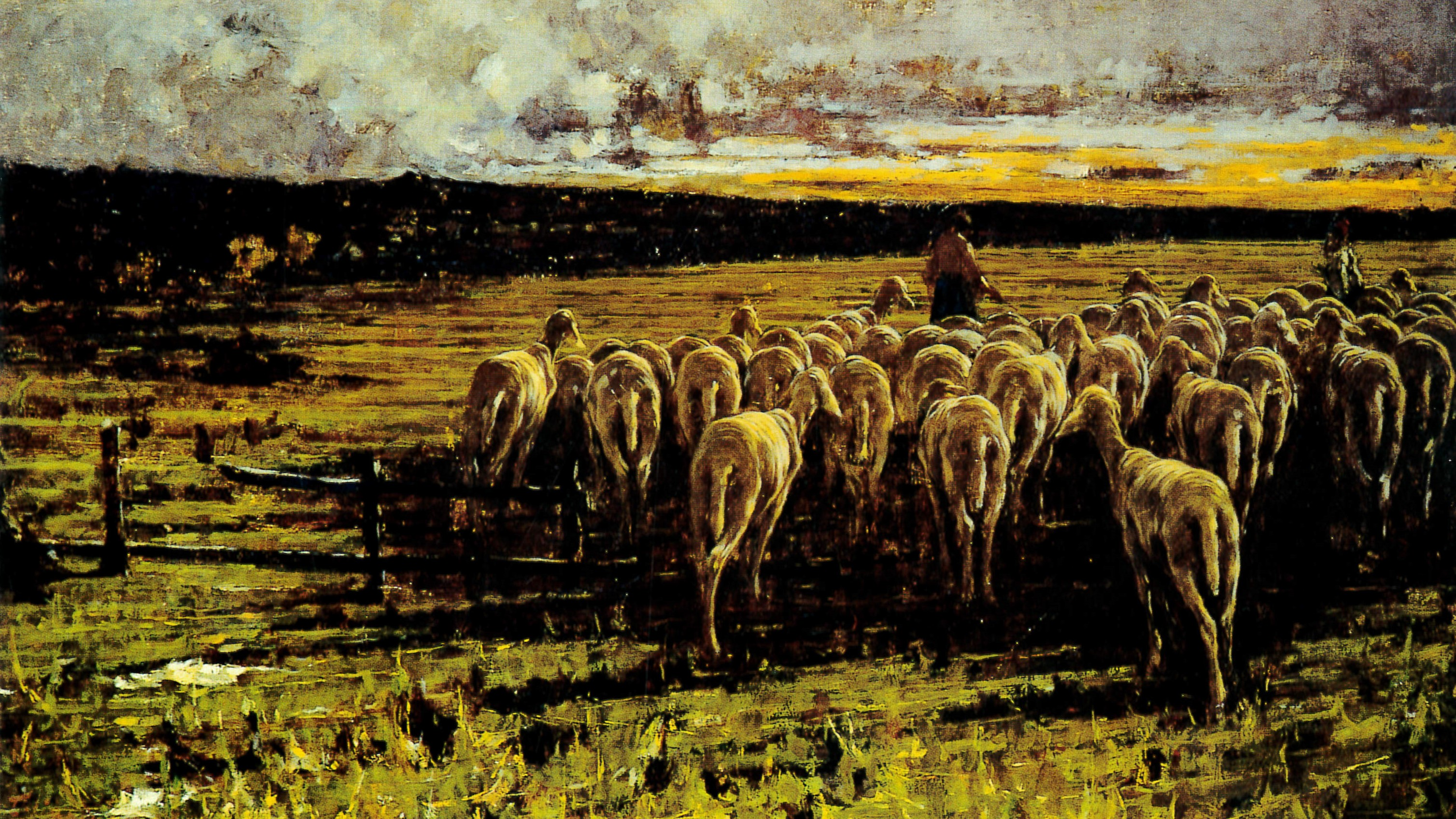
Tosate mouton de Francesco Filippini, huile sur toile, 80x130cm, inv.n.115

## Les œuvres d'art les plus importantes
- Ritratto d'uomo de Francesco Hayez
- Pecore Tosate de Francesco Filippini
- Testa di vecchio de Gustav Klimt
- Tramonto de Giuseppe Pellizza da Volpedo
- Ultima messa de Mosè Bianchi
- Signora in poltrona di Giuseppe Amisani
- Amazzone e cavaliere de Giorgio De Chirico
- La culla vuota de Giovanni Segantini
- Amaro Calice de Tranquillo Cremona
- Ecce puer de Medardo Rosso
- Sosta di cavalleria et Aspettando de Giovanni Fattori
- Ritratto di signora de Giovanni Boldini
- Ave Maria a Guardiagrele di Michele Cascella
- Donne sul ponte a Venezia de Vincenzo Cabianca
- Asinello poppante de Telemaco Signorini
- Pagliaio al sole de Silvestro Lega
- Ritratto del pittore Meissonier de Vincenzo Gemito
- Paesaggio, Lavandaie, Strada in Savoia, Al Lemano sulle rive del Lago di Ginevra, Luce sugli alberi, I pioppi, Sulle rive del Po a Torino, Un mattino in Vanchiglia - Torino, Paesaggio con effetto di sole, Interno di San Paolo a Londra, Giappone rustico et A. Parella - Paesaggio con figure de Antonio Fontanesi
- La partenza del coscritto de Gerolamo Induno
- Dopo Novara et Haschisch: le fumatrici d'oppio de Gaetano Previati
- Paesaggio a Brembate Sotto et Ritratto del Dr Giovanni Anselmi de Giovanni Carnovali Il Piccio
- Il pastorello, Donna con il calamaio, Servetta, Ritratto del padre, Donna alla toletta, Donna dal ventaglio rosso et Moschettiere seduto de Antonio Mancini
- Ritratto di Bruno Barilli de Massimo Campigli
- Ritratto della madre de Umberto Boccioni
- Vaso di fiori et Piazza dei cavalli a Piacenza de Filippo De Pisis
- Donne in barca de Felice Casorati
- Pagliai de Carlo Carrà
- L'infiorata di Chieti de Francesco Paolo Michetti
- Ritratto di Giulia Alberta Planet de Adolfo Wildt
- Danzatrice in riposo de Francesco Messina
- Mammina, Ritratto di Donna Annunziata, Il morticello, Guidando il gregge et Nella gioia del sole de Francesco Paolo Michetti
- Seduzione, Casetta bianca,  Figure sulla sabbia, Ritratto di Concettina et Ginevra bacia Lancillotto de Domenico Morelli
- La Gorgone e gli eroi e Diana d'Efeso e gli schiavi (deux) et Sirena o Abisso verde de Giulio Aristide Sartorio
- Piazza d'Anversa a Parigi et Ragazza dal collaretto bianco de Federico Zandomeneghi
- Ritratto di Signora de Gustav Klimt, (volé en 1997)
- Intorno al paralume de Giuseppe De Nittis
- Ritratto di bimbo di Giacomo Favretto
- Medaglie de Ettore Calvelli (it)
- Case a Carate Brianza de Giuseppe De Gregorio (it)
- San Giminiano de Niccolò Cannicci (en)
- Ritorno dal mercato dopo la nevicata di Stefano Bruzzi
- Susanna et Ballo paesano de Giuseppe Graziosi (it)
- Il poggio al mattino de Giorgio Morandi
- La culla vuota de Giovanni Segantini
- Autoritratto de Giuseppe Maldarelli (it)
- Favorite nell parco de Cesare Biseo